# Salvador Espín
Salvador Espín Bernabé, conocido artísticamente como Salva Espín, es un ilustrador y diseñador de cómics de nacionalidad española. Es Licenciado de Bellas Artes, en la especialidad de Animación, por la Universidad Politécnica de Valencia. Trabaja para Marvel y por sus manos han pasado personajes tan importantes del mundo del cómic como, por ejemplo, El Increíble Hulk, Spider-Man, Lobezno, Capitán América, La Patrulla X o  Deadpool.

## Biografía

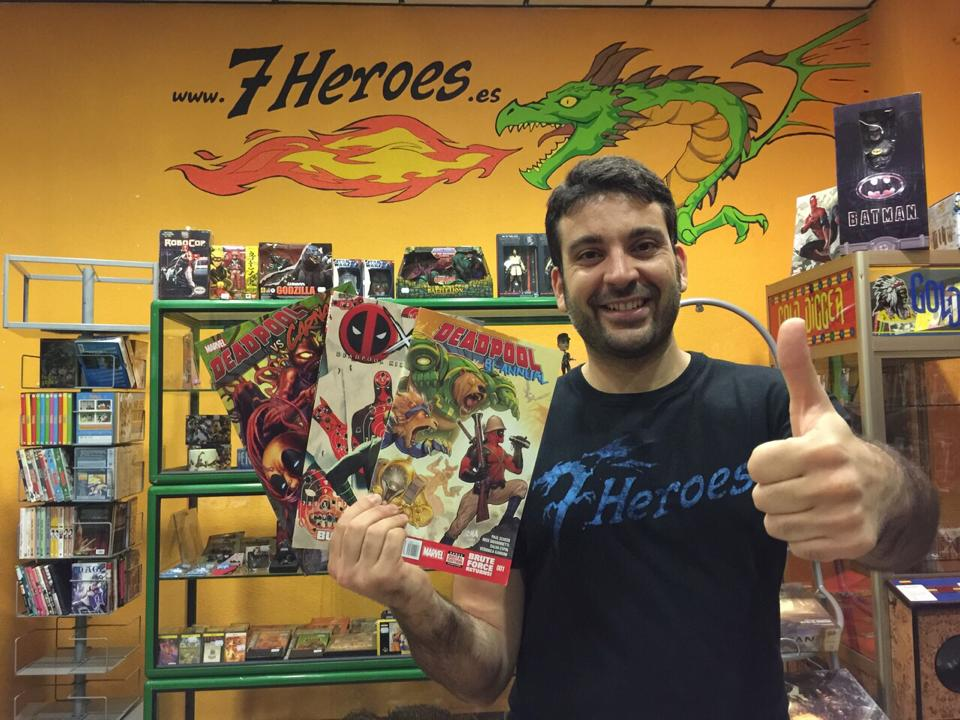
Salvador Espín en su tienda de comics 7 HEROES en Murcia (España)

Desde siempre, el dibujo ha estado muy presente en su vida. Desde pequeño, y gracias a su padre, un gran aficionado a los cómics, quien le llevaba a las tiendas especializadas, empezó su pasión por este mundo. Todo comenzó cuando su madre le regaló un libro de "Cómo aprender a dibujar superhéroes" donde se enseñaba anatomía general. Esto le animó mucho a dibujar, y descubrió que se le daba bastante bien. Desde entonces, y a una temprana edad, comenzó a vender cómics propios, aunque siempre sintió predilección por los superhéroes.
Empezó a querer ser dibujante en el instituto. En esa época, un día en el cual se encontraba en una tienda de cómics, vio una lista de dibujantes españoles en Marvel, Dark Horse, DC, etc. El vislumbró que era posible ese sueño de convertirse en dibujante profesional, que se podía ganar la vida con eso; desde ese momento, participó en concursos, revistas, etc, hasta que en EN 2006 se alzó con el primer premio al mejor cómic en la modalidad de cómic en Creajoven2006.

## Comienzos en Marvel
Tras acabar la carrera en el Politécnico de Valencia, viajó a Barcelona para probar suerte en el mundo del cómic, pero no fue hasta 2008 que llegó al Salón Del Cómic de BCN; donde sus colegas le recordaron que iban a ir editores de todo el mundo, de Marvel, DC, Dark Horse, etc. Él no lo tenía muy claro, pero consiguió reunir todo su valor, y acudió a la entrevista. Presentó su book, creyó en su trabajo, y así empezó todo. El editor se interesó y seguidamente le pidió que le mandara unas pruebas de su dibujo; entonces le pasó bocetos, a éste le gustó y a partir de ahí empezaron a llamarle. Lleva ya casi una década trabajando para la compañía Marvel. Desde 2012 dibuja al antihéroe Deadpool (es uno de sus dibujantes oficiales). Gracias a su carrera se ha ganado el reconocimiento de miles de fanes de todas las nacionalidades, puesto que su trabajo se publica en todo el mundo.

## Estilo
Los personajes son lo más importantes para él; considera que primero hay que crear un personaje y darles vida mediante los dibujos. Su estilo de dibujo es expresivo y divertido, con un punto de realismo y comicidad.

## Trabajos y colaboraciones
- Ilustrador en el juego de rol "Anima Beyond Fantasy". Anima Projt. Std./Edge ent. (Desde 2005)
- Diseñador jefe de personajes y vestuario en el proyecto cinematográfico de animación 3D “La joya de Tudmir”, dirigido por José Luis Feito, para la Fundación Integra y la agencia de publicidad Item. (2005)
- Diseñador de personajes para el videojuego “Ad Eternia. El Ocaso del héroe” UPV. (2006)
- Ilustraciones en la Agenda Personal’05 del Estudio Lumina. (2005)
- Profesor del Curso de Cómic e Ilustración en Escuelas de Verano\'05. Para la empresa CARRIL.(2005)
- Fotógrafo en la revista cultural Nosotr@s. (Desde 2004)
- Director de fotografía de varios cortometrajes: “Fin”,”Good bye, Casanova Wong”, “IX Círculos” y “Garbage”
- Director de varios cortometrajes: “Good Bye Casanova Wong!”, “IX Círculos” y “Garbage”
- Cámara y ayudante de fotografía en el documental “Morente. Buscando miradas”, para el Fest. Int. del Cante de las Minas de Cartagena. Murcia. (2004)
- Dibujante en fancines como "El Tío Saín", "El Ciruelo" y "Usted"
- Dibujante de storyboards para publicidad en el estudio SolerArpa (también conocido como Dr. Livingstone). 2007
- Dibujante de "Damage Control" para Marvel Comics. 2007
- Dibujante de la portada del disco de Wyrdamur "In Praebibo Mortis".[5] 2014
- Colaboración como dibujante invitado en la película Gora Automatikoa de David Galán Galindo, Pablo Vara y Esaú Dharma, nominada a Mejor Película de Animación en los Premios Goya.[6]

## Premios y nominaciones
- Ganador en el Concurso de diseño de Mascota para NEOGEO Pocket. (SNK/Hobby Consolas. 1998)
- Premio al Mejor Guion (14-19 años) en VII Certamen Municipal CreaJoven. (1998)
- 1er. Premio a la Mejor Historieta (14-19 años) del VIII Certamen Municipal CreaJoven. (1999)
- 1er. Premio XI Cert. Municipal CreaJoven. (2000)
- Mención Especial en Cómic a Cornellà´03. (2003)
- 1er. Premio Concurso de Cómics PinatarJoven´04. (2004)
- Mención Especial en la modalidad de Cortometraje en ValenciaCrea´05. (2005)
- Nominado en la modalidad de Artes Plásticas en MurciaJoven´05.
- Premio al Mejor Dibujo, junto a Julia Cejas, en la modalidad de Cómic en GenerAcción´05.
- Ganador en el concurso de fotomontajes para PlayStation Portable. (Sony/PlayStation Magazine. 2006)
- 2º Premio en el Concurso de Ilustración Resident Evil DS. (Nintendo/Hobby Consolas. 2006)[7]
- Nominado en la modalidad de Fotografía en CreaJoven´06
- 1er. Premio al Mejor Cómic en la modalidad de Cómic en CreaJoven´06
- Premio al Mejor Guion, junto a Juan E. Fernández, en Cómic a Cornellà´06
- Premio al Mejor Guion, junto a David Navarro, en Cómic a Cornellà´07
- Dibujante para MARVEL Comics desde 2008
- En 2009 ganó el premio al Autor Revelación en el Expocómic de Madrid.[8]

## Exposiciones
- Exposición Colectiva. Centro Cultural de El Esparragal (Murcia, 2000)
- “Anatomía Artística”. Exposición de dibujos. UPV. (Valencia, 2004)
- “Retratos de un pueblo: El Esparragal”. Exposición fotográfica. Cent. Cult. de El Esparragal. (2005)
- “Retratos de un pueblo”. Exposición fotográfica. Cent. Cult. Yesqueros. (2006)
- “Espacio Inestable”. Exposición audiovisual. Espacio Inestable. (Valencia, 2006)
- "Viñetas sin título". Exposición con Julia Cejas. Becados Generacción Cómic. Galería Detrás del Rollo (Murcia, 2010)
- Salón Manga en el auditorio Víctor Villegas. (Murcia, noviembre 2016)